# Uomo vitruviano
L'Uomo vitruviano è un disegno a penna e inchiostro su carta  di Leonardo da Vinci, conservato, ma non esposto, nel Gabinetto dei Disegni e delle Stampe delle Gallerie dell'Accademia di Venezia. Celeberrima rappresentazione delle proporzioni ideali del corpo umano, cerca di dimostrare come possa essere armoniosamente inscritto nelle due figure "perfette" del cerchio, che simboleggia il Cielo, la perfezione divina, e del quadrato, che simboleggia la Terra. La scelta di questa geometria non è frutto del caso, bensì di studi precisi. Il cerchio infatti rappresenta il cosmo, il divino: gli antichi ritenevano che fosse simbolo di perfezione. In contrapposizione si trova il quadrato, simbolo del mondo terreno. L’uomo quindi rappresenterebbe l'unione tra microcosmo e macrocosmo, quindi l’idea stessa di mondo. Riconducendo tale visione alla filosofia platonica, aristotelica e neoplatonica, l’uomo viene considerato “specchio dell’universo”. Egli è il riflesso di un ordine superiore, il quale contiene gli elementi che compongono il mondo intero. L’uomo vitruviano è simbolo dell’arte rinascimentale, con esso si analizzano le proporzioni del corpo umano secondo gli scritti dell'architetto romano Vitruvio. Il genio artistico voleva rappresentare, in accordo con il periodo da lui vissuto, l’uomo come “misura di tutte le cose”.

## Storia

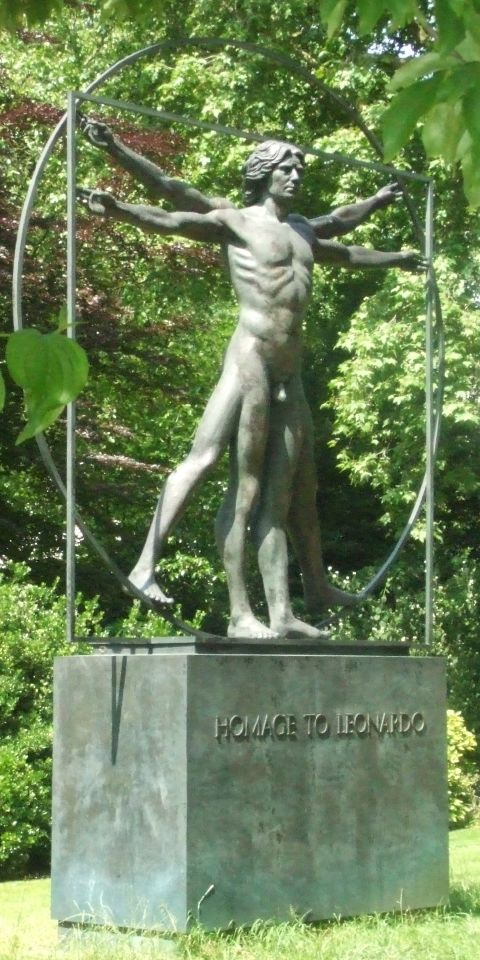
Omaggio a Leonardo (1982), di Enzo Plazzotta, a Belgrave Square, Londra

L'opera viene realizzata verso giugno 1490, quando Leonardo ebbe modo di conoscere Francesco di Giorgio Martini durante un viaggio da Milano a Pavia. Francesco di Giorgio lo rese partecipe del suo Trattato di architettura e della lezione di Vitruvio del cui trattato De architectura Martini aveva iniziato a tradurre alcune parti. Leonardo infatti si definiva "omo sanza lettere" (uomo senza cultura), poiché non aveva avuto un'educazione che gli permettesse di comprendere il testo latino; per questo la rielaborazione in volgare dei concetti vitruviani dovette risultargli particolarmente stimolante, come risulta anche dal cosiddetto Manoscritto B (Parigi, Institut de France), dedicato all'urbanistica e all'architettura religiosa e militare.
Il disegno è conservato alle Gallerie dell'Accademia dal 1822, quando il governo austriaco lo acquistò (insieme ad altri venticinque disegni di Leonardo) dagli eredi del collezionista milanese Giuseppe Bossi. Come per la maggior parte delle opere in carta, per motivi conservativi è raramente esposto al pubblico e quindi non è inserito nel percorso abituale di visita del museo. 
Di particolare rilevanza sono le scoperte dell’architetto Claudio Sgarbi che nel 1986 giunse nella biblioteca comunale Ariostea di Ferrara, dove richiese una copia dei “dieci libri di architettura” del trattato di Vitruvio. Egli scoprì non solo che si trattava in realtà dell’opera completa dell’architetto romano, ma anche che sul 78º foglio del manoscritto vi era un disegno proprio dell’uomo vitruviano di Leonardo. In un secondo momento lo analizzò, cosciente di trovarsi di fronte ad una copia, ma solo dopo si accorse che in realtà alcuni dettagli lo facevano risalire ad un periodo precedente da quello che si pensava essere il primo mai realizzato. A seguito poi di ricerche si arrivò al nome dell’anonimo artista: Giacomo Andrea da Ferrara. Lui e Leonardo da Vinci erano molto amici e si scambiavano consigli riguardo alle loro opere.

## Descrizione
Il disegno illustra le proporzioni del corpo umano in forma geometrica ed è accompagnato da due testi esplicativi, nella parte superiore e nella parte inferiore della pagina, ispirati ad un passo di Vitruvio.
Nella parte superiore è presente il seguente testo con abbreviazioni scribali:
segue, quindi...
Molti commentatori hanno letto le due sezioni di testo come delle ripetizioni. Ma se si legge attentamente, ci si rende conto che Leonardo invece, vuole fare notare la discrepanza fra le misurazioni riportate da Vitruvio e quelle che lui stesso rilevò sul corpo di modelli maschili a Milano. In particolar modo, si nota la diversa proporzione del piede. Per Vitruvio questo è "4 palmi" e quindi un sesto dell'uomo (il corpo è 4 cubiti di 6 palmi l'uno, cioè 24 palmi, ma visto che un piede è 4 palmi, il piede è 1/6 dell'altezza complessiva), ma come Leonardo scrive esplicitamente, per lui il piede è "la sectima parte dell'omo." Leonardo, quindi, prende Vitruvio solo come punto di partenza per le sue riflessioni ma grazie ai suoi studi diretti sul corpo umano (e che ci sono tramandati da disegni conservati a Windsor, in Inghilterra), propone uno schema proporzionale alternativo a quello classico. Quest'osservazione ha portato gli studiosi a credere che il titolo di "uomo vitruviano" sia fuorviante e, difatti, si tratta di un titolo che è stato assegnato al disegno solo nel Novecento inoltrato. Per lo stesso Vitruvio il corpo umano deve essere guidato da armonia, ordine e perfezione. Egli utilizza l’espressione homo bene figuratus (uomo ben proporzionato) con la quale intende ricercare un vero e proprio canone, lo stesso che Leonardo ricorderà nella descrizione del disegno. 
Attraverso il suo bagaglio di conoscenze d'anatomia, ottica e geometria Leonardo arricchì l'intuizione vitruviana, arrivando a un modello proporzionale che rappresentava il più alto segno dell'armonia divina, "colta e condivisa dall'arte suprema del saper vedere".

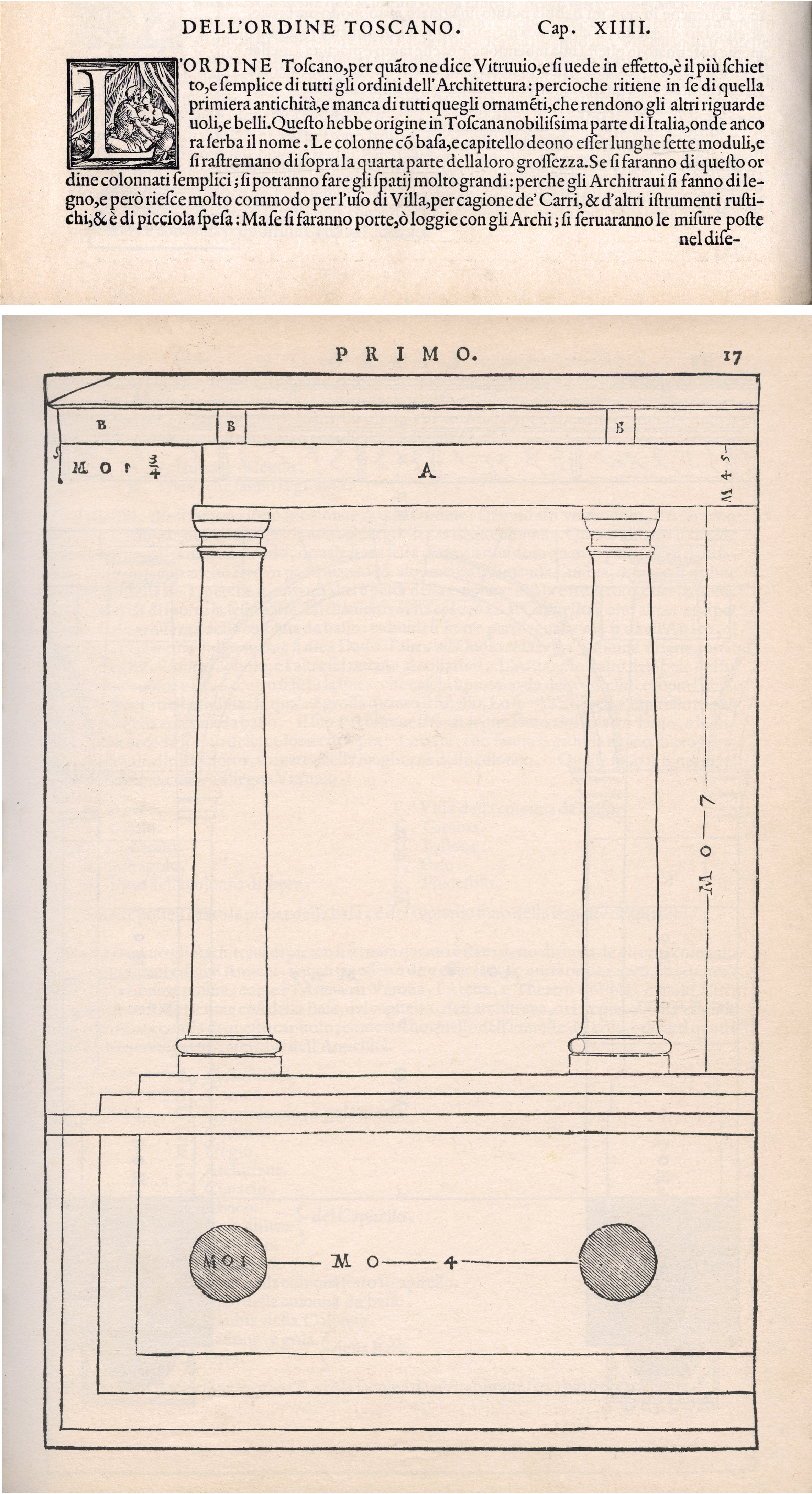
Palladio, L'ordine toscano

Nella parte inferiore, al rigo terzo del disegno Uomo vitruviano, Leonardo da Vinci ha scritto: “Dal di sopra del petto al nasscimento de chapegli fia la settima parte di tutto l’omo”, in concordanza al passo del trattato di Vitruvio, il quale riferisce “che i posteri stabilirono “che l’altezza delle colonne doriche fosse di sette volte il loro diametro” («Posteri vero elegantia subtilitateque iudiciorum progressi et gracilioribus moduli delectati septem diametro in altitudinem columnae doricae», Marcus Vitruvius Pollio, De Architectura, Liber IV, I, 8, composto tra il 27 e il 23 a:C:). Allo stesso modo si è attenuto ancora a Vitruvio, il quale nel suo trattato impone, per quanto concerne le colonne dell’ordine tuscanico (“tuscanicis dispositionibus”), che la grossezza della base sia la settima parte dell’altezza (“ima crassitudine altitudinis parte VII”, De Architectura, Liber IV, VI, 6 – VII, 2). Andrea Palladio mostra una esemplificazione grafica de “L’ordine Toscano, per quanto ne dice Vitruvio”, precisando che "Le colonne con basa, e capitello deono esser lunghe sette moduli" (v. ill.) – non sette pes (piede romano), il quale "se non fosse considerato che una unità di misura, si tratterebbe di un piede dalla ragguardevole lunghezza di circa 29,56 centimetri".

### Altre rappresentazioni
Leonardo non fu il primo né l'unico che tentò di tradurre graficamente il passo vitruviano relativo alle proporzioni del corpo umano. Diversi autori, quasi sempre in relazione alle varie traduzioni del De architectura, proposero schemi simili a quello leonardiano che tuttavia è l'unico che si è imposto come vera e propria icona. Un esempio è l'architetto Francesco di Giorgio Martini nel 1480 che, ispirandosi sempre agli scritti di Vitruvio, ne propose uno. Proprio quest’ultimo avviò Leonardo alla scoperta dello scritto Vitruviano in quanto era scritto in latino e l’artista non era in grado di tradurlo. Quello di Martini però non seguiva in modo preciso le “istruzioni” e le proporzioni dello scritto dell’architetto romano. Egli disegnò la figura in modo tale che le due figure geometriche fossero sovrapposte, così che l’altezza corrispondesse sia al lato del quadrato che al diametro del cerchio. In questa soluzione l'ombelico non era al centro del corpo, come invece metterà Leonardo.

La rappresentazione dell'uomo vitruviano con la sua corrispondenza tra corpo umano e geometria da un lato alimentò riflessioni di teoria dell'architettura, dall'altro, a posteriori, fu letta come simbolo dell'umanesimo o, per meglio dire, della centralità dell'uomo all'interno della natura razionale, o dell'armonia dell'universo espressa dalla geometria delle forme umane.

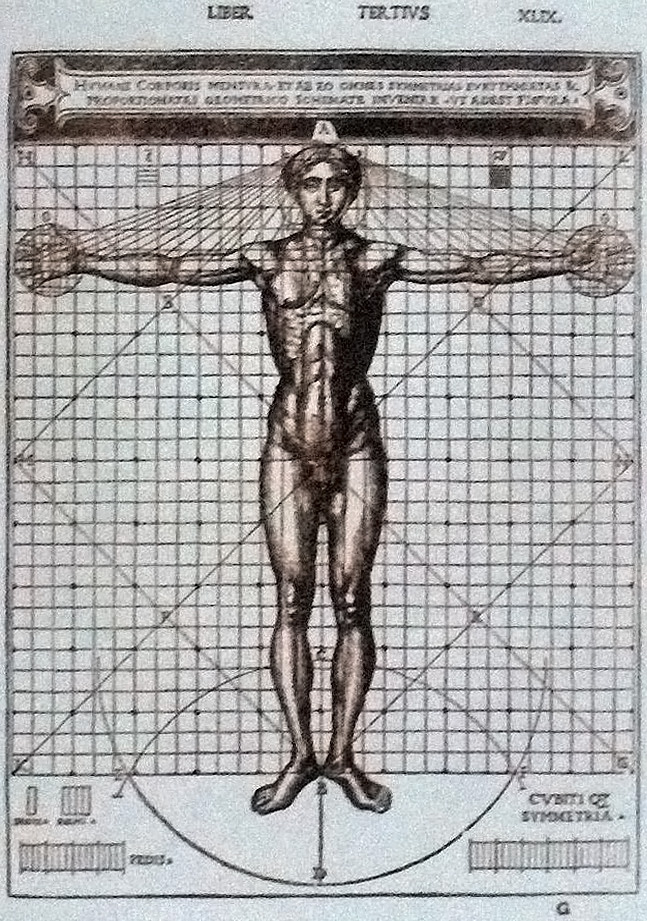
Cesare Cesariano
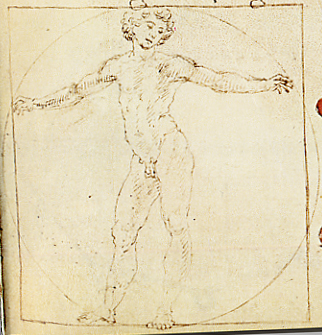
Francesco di Giorgio Martini
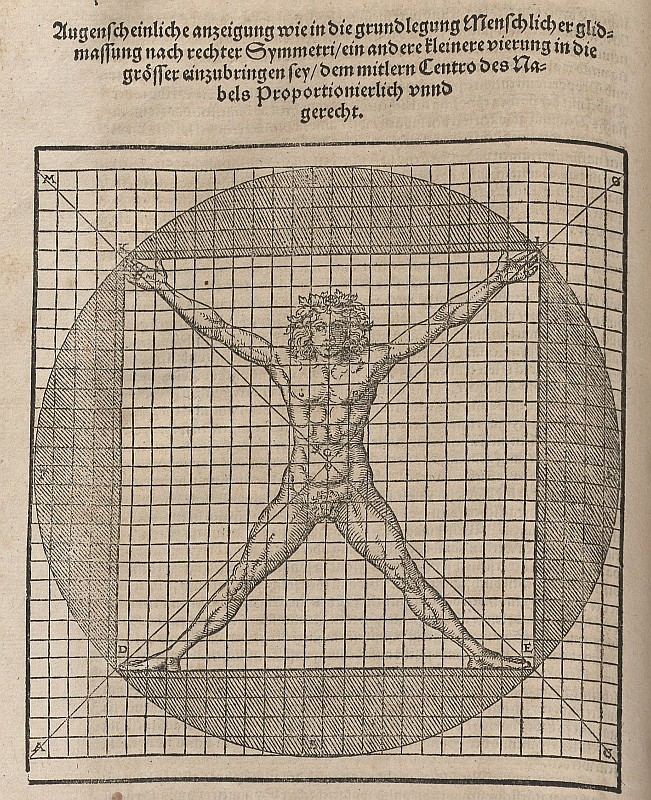
Walther Hermann Ryff
- Postcards from Italian museums di Simone Aliprandi

L'opera di Leonardo ha suscitato un immenso fascino sugli artisti delle più diverse tendenze dell'arte moderna internazionale, ispirando rifacimenti, citazioni, performance, celebrazioni, pannelli urbani, installazioni, disegni, sculture, fotografie, dispositivi scenici, come testimoniano, tra le altre, le opere di William Blake, Fernand Léger, André Masson, Salvador Dalí, Arno Brecker, Charles Csuri, Michel Parré, Ontani, Robert Mapplethorpe, Luciano Fabro, Frédéric Kieff, Andrew Leicester, Antony Gormley, José Garcia Huidobro, Nam June Pake, Arnold Skip, Romeo Castellucci, Jan Fabre, Dieter Appelt, Michelangelo Pistoletto, Marina Abramović, Hermann Nitsch, Mario Ceroli.

## La moneta
L'uomo vitruviano è stato scelto da Carlo Azeglio Ciampi, all'epoca Ministro dell'Economia, per comparire sulle monete da 1 euro italiane, con significato altamente simbolico (l'uomo come misura di tutte le cose).